# قرن نتن شائع
القرن المنتن الشائع Phallus impudicus (بالإنجليزية: Common Stinkhorn)‏ هو نوع من أنواع الفطريات المعروفة، يتميز برائحته النتنة والمنفرة، وبشكله القضيبي عند النضوج. ينتشر القرن المنتن الشائع في أوروبا وأمريكا الشمالية، ويكثر في الغابات وبعض الحدائق بالقرب من الأخشاب المتعفنة، كما يظهر في الفترة ما بين الصيف والخريف. بالرغم من رائحته الكريهة، فهو لا يعتبر ساماً، ويؤكل في المراحل اليافعة في فرنسا وألمانيا. الجسم المثمر لهذا الفطر يتكون من ساق أبيض لزج ذو رأس أخضر زيتوني اللون ومخروطي الشكل.

## مناطق الانتشار
ينتشر القرن المنتن الشائع في على نطاق واسع في أوروبا وأمريكا الشمالية، ووردت تقارير بوجوده أيضاً في جنوب شرق أستراليا. في أمريكا الشمالية، يكثر هذا النوع بالقرب من ميسيسيبي. يتواجد القرن المنتن الشائع في الغابات النفضية، وقد ينتشر في الغابات الصنوبرية، أو حتى المناطق العشبية كالحدائق في بعض الأحيان.

## المواصفات

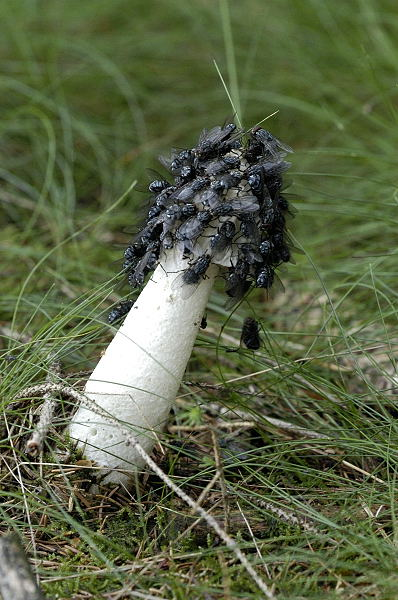
الذباب يتجمع على "رأس" القرن النتن نتيجة للرائحة الكريهة التي يطلقها

يبلغ طول القرن المنتن البالغ ما بين 10 إلى 18 سم، وقطره ما بين 2 إلى 3 سم تقريباً، تعلوه قلنسوة مخروطي الشكل يتراوح طوله ما بين 2 إلى 4 سم، وتغطيه جليبة لزجة بنية مخضرة اللون. للقرن المنتن الشائع طريقة مميزة للتكاثر، يختلف عن طرق تكاثر أنواع عديدة من الفطريات، حيث يقوم بنفث كتلة بوغية دبقة، ذات رائحة نتنة ومنفرة شبيهة برائحة الجيفة، يمكن شمها من مسافات بعيدة نسبياً في الغابات، وإن تم الاقتراب منها فيمكن أن تسبب الرائحة انزعاجاً كبيراً. تقوم هذه الرائحة بجذب الذباب، التي يحط على الجليبة، فتلتصق بأرجلها الأبواغ وتنقلها إلى مناطق أخرى.
يتخذ الفطر اليافع شكلاً شبيهاً بالبيضة، قد يصل قطره إلى 6 سم تقريباً، وهو ذو لون أبيض أو قريب منه. للفطر غطاء كثيف أبيض اللون، يغطي الجليبة الخضراء الجيلاتينية التي تحوي الأبواغ الدبقة وتطلق الرائحة النتنة. توجد داخل هذه الطبقة طبقة أخرى، والتي تشكل الرأس في الفطر البالغ، كما يوجد في المركز تركيب أبيض اللون صلب ومسامي يعرف بالمستودع. ينمو الفطر اليافع بسرعة بالغة، وينضج بعد حوالي يوم أو يومين.

## الاستخدامات

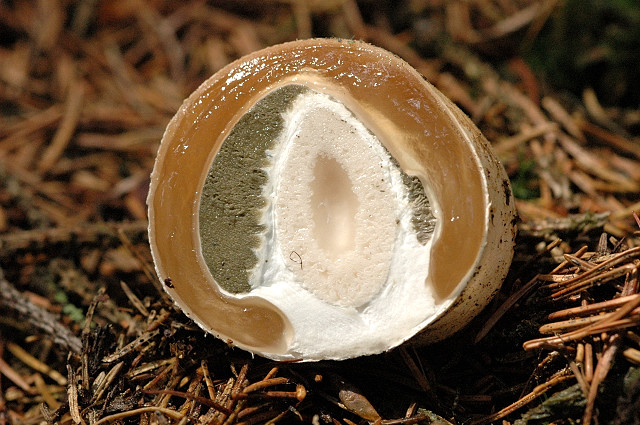
الطبقات الداخلية للفطر اليافع (البيضة)

يمكن إخراج الجزء المركزي المعروف بالمستودع وأكله نيئاً حيث أنه مقرمش وله مذاقاً شبيهاً بالفجل. كما يؤكل الفطر في فرنسا وألمانيا، وقد يباع طازجاً أو مخللاً، ويستخدم في السجق.